# Флоресская крыса
Флоресская крыса (лат. Papagomys armandvillei) — крупный грызун семейства мышиных, эндемик острова Флорес (Индонезия), один из двух видов рода Papagomys наряду с вымершей крысой Верховена. Объект охоты со стороны местных жителей.

## Таксономия
Флоресская крыса описана в 1892 году нидерландским биологом Ф. А. Йентинком как Mus armandvillei; в 1896 году перенесена в род мохнатых крыс (Mallomys), а в 1941 году в новый род Papagomys. Латинское видовое название armandvillei получила в честь другого нидерландца — миссионера-иезуита Корнелиса Лекока д’Арманвилля, ведшего свою деятельность в Нидерландской Ост-Индии и на Новой Гвинее.

## Внешний вид и образ жизни
Флоресская крыса — крупный грызун (одни из крупнейших живых представителей семейства мышиных), реликт позднего плейстоцена. Другие гигантские крысы, обитавшие на Флоресе в этот период, в том числе открытый позднее второй вид того же рода — Papagomys theodorverhoeveni, считаются вымершими. Флоресская крыса достигает в длину 0,45 м при длине хвоста 0,7 м. Тело упитанное, мех густой, грубый, голова, спина и ноги тёмно-коричневые или бурые, нижняя сторона тела светло-серая с бурыми вкраплениями. Хвост в основном буро-чёрный, в последней трети может быть белым или розовым. Передние ступни короткие и широкие, задние длинные и широкие, пальцы голые, на всех пальцах, кроме рудиментарных больших, острые и крепкие когти. Уши маленькие и круглые, покрытые тонкой тёмной шёрсткой, вибриссы длинные, в длину достигают 12 см.
Ведёт наземный образ жизни, по-видимому, обитая в норах. Анализ зубов позволяет сделать вывод о преимущественно растительной диете (листья, плоды, почки), включающей также насекомых.

## Ареал и охранный статус
Флоресская крыса — эндемик индонезийского острова Флорес. Предположительно обитает на высотах от уровня моря и до гористых районов, населяя лесистые местности разных типов, включая вторичные и частично вырубленные леса, но не встречается на расчищенных территориях.
В Красной книге виду, в 1996 году носившему статус уязвимого, в 2008 году присвоен статус близкого к уязвимому положению. Общая потенциальная территория его обитания не превышает 15 000 км², кроме того, этот крупный грызун является объектом охоты для местного населения (с доисторических времён — кости флоресских крыс найдены среди кухонных отбросов человека флоресского, датируемых десятками тысяч лет назад), а также домашних собак и кошек, что может представлять потенциальную угрозу для популяции. Однако предполагается, что флоресская крыса высокоадаптивна и её ареал не разбит на маленькие разрозненные участки, поэтому угроза виду оценивается как низкая. Ареал вида включает в себя Рутонгский лес, имеющий статус природоохранной зоны.